# استافیلوکوک کپیتیس
استافیلوکوک کپیتیس، کوکسی گرم مثبت و کواگولاز منفی در جنس (سرده) استافیلوکوک است. این باکتری، فلور عادی پوست سر، صورت، گردن و گوش‌ها در انسان است. استافیلوکوک کپیتیس مرتبط با اندوکاردیت دریچه‌های مصنوعی قلب است اما به ندرت موجب عفونت دریچه‌های طبیعی قلب می‌شود.

## اهمیت بالینی
استافیلوکوک‌های کواگولاز منفی مانند استافیلوکوک کپیتیس با تولید بیوفیلم به وسایل پزشکی مثل دریچه‌های مصنوعی و کاتترها می‌چسبند. از این رو، به سختی توسط سیستم ایمنی میزبان و آنتی‌بیوتیک‌ها حذف می‌گردند. از آنجایی که این باکتری‌ها فلور عادی پوست و مخاط بدن هستند، بنابراین در صورت هرگونه آسیب به پوست مانند سوراخ شدن رگ‌ها یا از بین رفتن سد مخاطی یا پوستی می‌توانند وارد بدن شوند. استافیلوکوک‌های کواگولاز منفی مانند استافیلوکوک اپیدرمیدیس و استافیلوکوک کپیتیس شایع‌ترین علت اندوکاردیت دریچه‌های مصنوعی قلب می‌باشند.

## مورفولوژی
استافیلوکوکوس کاپیتیس در ابتدا در سال 1975 در پوست انسان شناسایی شد و به عنوان یک گونه استافیلوکوک کواگولاز منفی (CoNS) طبقه بندی شد. باکتری استافیلوکوکوس کاپیتیس ترجیحاً روی پوست و غشاهای مخاطی انسان و سایر حیوانات خونگرم زندگی میکند. موجودات خون گرم محیط بسیار مساعدی را برای رشد باکتری ها فراهم میکنند، زیرا دمای ایده آل برای رشد باکتری ها بین 30 تا 37 درجه سانتی گراد است. هنگامی که روی پوست استفاده میشود توسط سیستم ایمنی بدن انسان تحمل میشود. باکتری ها سلول های کروی با قطر 0.5 تا 1.5 میکرومتر هستند و میله ای شکل نیستند. استافیلوکوک ها قادر به حرکت فعال نیستند و به صورت منفرد، جفت یا به صورت خوشه های انگور مانند سازماندهی میشوند. همه استافیلوکوک ها به صورت بی هوازی در یک طرف رشد میکنند. یعنی حتی زمانی که اکسیژن وجود نداشته باشد می وانند متابولیزه شوند. با این حال، هنگامی که اکسیژن در محیط اطراف آنها در دسترس باشد، متابولیسم آنها فعال میشود. 
مرفولوژی